# Edward Augustus Inglefield
Edward Augustus Inglefield (Cheltenham, 27 de marzo de 1820 - 4 de septiembre de 1894) fue un oficial de la Royal Navy que participó durante la década de 1850 en varias de las expediciones al Ártico en rescate de la expedición británica desaparecida de John Franklin. Esas expediciones fueron un fracaso pero en ellas Inglefield logró cartografiar tramos de costa ártica previamente inexplorados de bahía de Baffin, del Smith Sound y del Lancaster Sound.
Inglefield también fue el inventor de un timón hidráulico y de un diseño de ancla que lleva su nombre.

## Biografía
Edward August Inglefield nació el 27 de marzo de 1820, en Cheltenham, y estudió en el Royal Naval College, en Portsmouth. Su familia tenía una larga tradición marina: su padre fue el contraalmirante Samuel Hood Inglefield (1783-1848), y su abuelo el capitán John Nicholson Inglefield (1748-1828), que sirvió con Lord Hood contra los franceses. El joven Edward entró en servicio en 1832 y a los catorce años ya estaba navegando. Tomó parte en las operaciones navales en la costa de Siria en 1840, luego sirvió en el HMS Samarang, que participaba en el estudio de las costas del Pacífico, y Edward era parte de su tripulación cuando se hundió. Siguió prestando servicios en aguas de América Latina y fue ascendido a comandante el 18 de noviembre de 1845 por su conducta gallarda en el HMS Obligado.

### Primer viaje al Ártico
John Franklin, en su búsqueda del legendario Paso del Noroeste, había partido de Inglaterra en 1845 al frente de una expedición de 128 hombres y dos barcos, el HMS Erebus y el HMS Terror. Al tercer año sin noticias de ellos, el Almirantazgo comenzó su búsqueda, enviando una nueva expedición dirigida por James Clark Ross, con los barcos HMS Investigator y HMS Enterprise. Por su parte, John Richardson y John Rae en una campaña de la Compañía de la Bahía de Hudson de reconocimiento a pie de la costa ártica canadiense, en busca asimismo del Paso del Noroeste, también lo buscaron. Hacia 1850, el rescate motivó una actividad frenética. La esposa de Franklin, Lady Franklin, costeó varias partidas y otras se organizaron simplemente porque su búsqueda había cautivado la imaginación popular. La situación llegó al punto de que había diez barcos británicos y dos estadounidenses dirigiéndose al ártico. Sin embargo el resultado no fue muy positivo ya que se perdieron muchas más vidas que las que se querían salvar, ya que aunque el objetivo público era encontrar a Franklin, muchas de esas expediciones intentaban en realidad alcanzar el Polo Norte. Algunas baladas cantando el destino de Franklin se volvieron bastante populares en la época.
Inglefield, frustrado por las pocas posibilidades de ascenso, ofreció sus servicios a Lady Franklin para proseguir la búsqueda. Su expedición se diferenciaba de otras que Lady Franklin también sufragó, en que Inglefield mismo seleccionó a los participantes. Al mando del yate de Lady Franklin, el Isabel, un pequeño velero de 149 toneladas que contaba con un motor auxiliar de vapor, partió dejando Gran Bretaña el 10 de julio de 1852. Siete años después de que Franklin hubiese partido, tenía la intención de realizar la búsqueda en las aguas del Jones Sound. Una vez llegado al Ártico, Inglefield comenzó por la costa occidental de Groenlandia; luego por la costa oriental de isla de Ellesmere (que fue de nuevo reconocida y nombrada en honor del presidente de la Royal Geographical Society), adentrándose en dirección norte en las aguas del Smith Sound y penetrando hasta los 78.º28’21"N, más allá de cualquier otro registro conocido.
Inglefield estaba decidido a ir a tierra con el fin de erigir un mojón con el anuncio de «que la bandera británica ha sido la primera en este mar desconocido» y creía estar navegando en aguas del tan buscado mar polar abierto («Open Polar Sea»). El empeoramiento del tiempo le impidió acercarse a tierra, y siguiendo una estrecha vía de escape entre el hielo, se dirigió hacia el sur. Siguió la búsqueda en el Jones Sound, donde se internó hasta que el hielo le impidió progresar, hasta los 84.º1O"O, casi frente a cabo Sur. Retrocedió hasta la bahía de Baffin e hizo un último intento en aguas del Lancaster Sound, acercándose a isla Beechey, donde Franklin había establecido su primer campamento de invierno. Allí encontró al HMS North Star, la nave de abastecimiento de la gran expedición de sir Edward Belcher que había zarpado ese mismo año con cinco barcos. Inglefield le ofreció al capitán Pullen todos sus excedentes y provisiones, pero la oferta fue rechazada porque tenía prohibido por su comandante en jefe cualquier relación con un barco privado. A pesar de ello, Inglefield hizo varios presentes a los oficiales de rancho, entre ellos conservas de carne de buey, y tras un intercambio de cartas y ante la llegada del invierno, emprendió el regreso, reconociendo y cartografiando gran parte de la costa oriental de la isla de Baffin y arribando nuevamente a Inglaterra el 4 de noviembre de 1852 sin ninguna complicación.
A pesar de no encontrar ni rastro de la expedición de Franklin, Inglefield fue festejado a su regreso por los estudios de reconocimiento que había realizado. La Royal Geographical Society le premió con su Medalla de Oro de 1853 «por su emprendedora campaña de reconocimiento de las costas de la bahía de Baffin, Smith Sound y Lancaster Sound» Su descripción de la expedición, publicada en Londres en 1853 por Thomas Hanison, con el título de A Summer Search for Sir John Franklin; with a Peep into the Polar Basin (Un verano de búsqueda de Sir John Franklin; con una escapada a la Cuenca Polar), es una de las mejores y más interesantes del género. La experiencia de Inglefield ocupa solamente 128 páginas; el resto del breve volumen son observaciones sobre la historia natural de la zona visitada, en particular las 48 ampulosas páginas de geografía física del doctor P.C. Sutherland, cirujano de la expedición. La parte de Inglefield está escrita de forma clara y da cuenta de las actividades de la expedición, aunque también sintió la necesidad de instruir a sus lectores en temas abstrusos, como los detalles de la máquina de vapor del Isabel. Las ilustraciones que incluía el volumen, también de Inglefield, le muestran dueño de una gran pericia técnica, igual al menos a la de otros dibujantes profesionales de la marina.

### Regreso al Ártico
El año siguiente, el Almirantazgo le encomendó el mando del HMS Phoenix y el HMS Breadalbane, con la misión de llevar suministros a la expedición de Belcher, que había invernado en el ártico. También participaba en ese viaje Joseph René Bellot, un oficial francés que ya había participado en otra expedición financiada por Lady Franklin, la del Príncipe Alberto comandada por William Kennedy en 1851-52. Esa expedición tuvo gran notoriedad pública, ya que exploraron en trineo más de 1.800 km de costas de la isla Somerset y de la isla del Príncipe de Gales.
El tono de las órdenes que recibió Inglefield deja entrever un cierto hartazgo del Almirantazgo en esa búsqueda, en particular por sus elevados costes. A Inglefield se le ordenó en términos inequívocos que el viaje tenía una función de mero transporte, siendo su «deber más esencial» («most essential duty») abastecerlos, y después, «sin un momento de retraso» («without a moment’s delay»), volver. Su «deber más especial» («most especial duty») es llevar a cabo estas órdenes, y «es nuestro dirección más positiva que usted en ningún caso» («it is our most positive direction that you are on no account whatever») corra el riesgo de que los barcos queden atrapados.
Los buques llegaron a isla Beechey el 8 de agosto de 1853 y allí solamente estaba, como el año anterior, el HMS North Star, con el capitán Pullen. Inglefield fue inmediatamente informado por el capitán de la difícil situación por la que atravesaba la expedición debido al carácter de su comandante. Cuatro días más tarde, envió a pie a Bellot, y a cuatro de sus hombres, con un mensaje para Belcher, que estaba atrapado en el cercano canal de Wellington. El 17 de agosto, Bellot y dos de los hombres fueron a la deriva en un témpano de hielo. Construyeron un refugio para pasar la noche y a la mañana siguiente, Bellot salió a examinar el hielo. Al no volver le buscaron, pero solo descubrieron su palo sobre un témpano vecino. Bellot, aparentemente, había caído entre dos témpanos de hielo y se habría ahogado. (Le erigieron un memorial en piedra en su recuerdo en isla Beechey que aún permanece).
Llegaron las órdenes de Belcher, su oficial superior, que directamente contradecían las recibidas del Almirantazgo. Previa consulta con Pullen, prudentemente decidió dar cumplimiento a estas últimas. Otro lamentable incidente ocurrió el 21 de agosto, cerca de cabo Riley, cuando perdió el HMS Breadalbane. En ese viaje de regreso Inglefield llevaba con él a Samuel Gurney Cresswell, el primer oficial del HMS Investigator. El HMS Investigator, comandado por Robert McClure, había sido enviado en 1850 a buscar el paso del Noroeste (y también a buscar a Franklin) partiendo desde la costa occidental tras atravesar el Pacífico. Los miembros de esa tripulación fueron los primeros hombres en atravesar el Paso del Noroeste, aunque gran parte del recorrido lo hicieron en trineo y a pie, ya que el HMS Investigator permanecía atrapado desde 1852 en el hielo en bahía Mercy, a mitad del estrecho de isla de Banks (actualmente estrecho McClure). La tripulación del HMS Investigator fue rescatada en la primavera de 1853 por miembros del HMS Resolute (uno de los barcos de la expedición de Belcher), asimismo atrapado en isla Melville. Aún deberían de pasar con ellos otra invernada, pero el teniente Cresswell fue enviado en una partida de trineos a isla Beechey, con despachos para el comandante de la expedición Belcher. Por una suerte del destino, Inglefield apareció por allí y así Cresswell se convirtió en el primer hombre en circunnavegar el continente americano y lograr cruzar el tan ansiado Paso del Noroeste, siendo recibido con todos los honores. Inglefield, a pesar de haber perdido el HMS Breadalbane, fue alabado por el Almirantazgo y se le encomendó un viaje similar el año siguiente.
En ese nuevo viaje las órdenes fueron menos perentorias: «Usted está ahora tan bien familiarizado con la navegación de esos mares, y así lo ha acreditado felizmente en su anterior servicio, que no consideramos necesario obligarle a usted con instrucciones específicas». A su llegada a isla Beechey, Inglefield descubrió que los cuatro barcos de Belcher y el HMS Investigator habían sido abandonados y que sus tripulaciones se habían reunido en el campamento de invierno del HMS North Star. Los barcos de Inglefield y el HMS North Star emprendieron el regreso a casa con todas las tripulaciones. Después de este servicio, Inglefield no regresó jamás al Ártico.

### Últimos años
Poco después de su regreso del Ártico, Inglefield fue enviado a la Guerra de Crimea, al Mar Negro, como capitán del HMS Firebrand, donde tomó parte en el sitio de Sebastopol y el bloqueo de Odessa. Después de la guerra, siguió capitaneando una larga serie de buques y fue ascendiendo en la carrera naval. En 1869 fue nombrado contraalmirante y tres años más tarde fue nombrado Superintendente de la Marina Real en el astillero naval de Malta. Promocionó a vicealmirante y fue nombrado caballero en 1877. Finalmente, consiguió llegar a almirante en 1879. En 1887 fue nombrado caballero comendador de la Orden del Baño.
Inglefield se jubiló en marzo de 1885. Posteriormente, dedicó gran parte de su tiempo a la pintura y expuso sus acuarelas de paisajes del Ártico en varias galerías de arte londinenses. Murió en 1894, a la edad de setenta y cuatro años.
Su hijo, el capitán Edward Fitzmaurice Inglefield (nacido en 1861), se convirtió en secretario de Lloyds en 1906. Sir Edward, hermano de Inglefield, contraalmirante V.O. Inglefield, fue el padre del contraalmirante Frederick Samuel Inglefield (nacido en 1874), director de inteligencia naval en 1902-04, y de otros dos distinguidos hijos militares.

## Reconocimiento
Varios accidentes geográficos del Ártico llevan su nombre en su honor, siendo el más destacado Tierra de Inglefield, en la costa noroccidental de Groenlandia, en aguas de la cuenca Kane.
El destructor de la Royal Navy HMS Inglefield, fletado en 1936, también lleva su nombre.